# 酸味燉牛肉

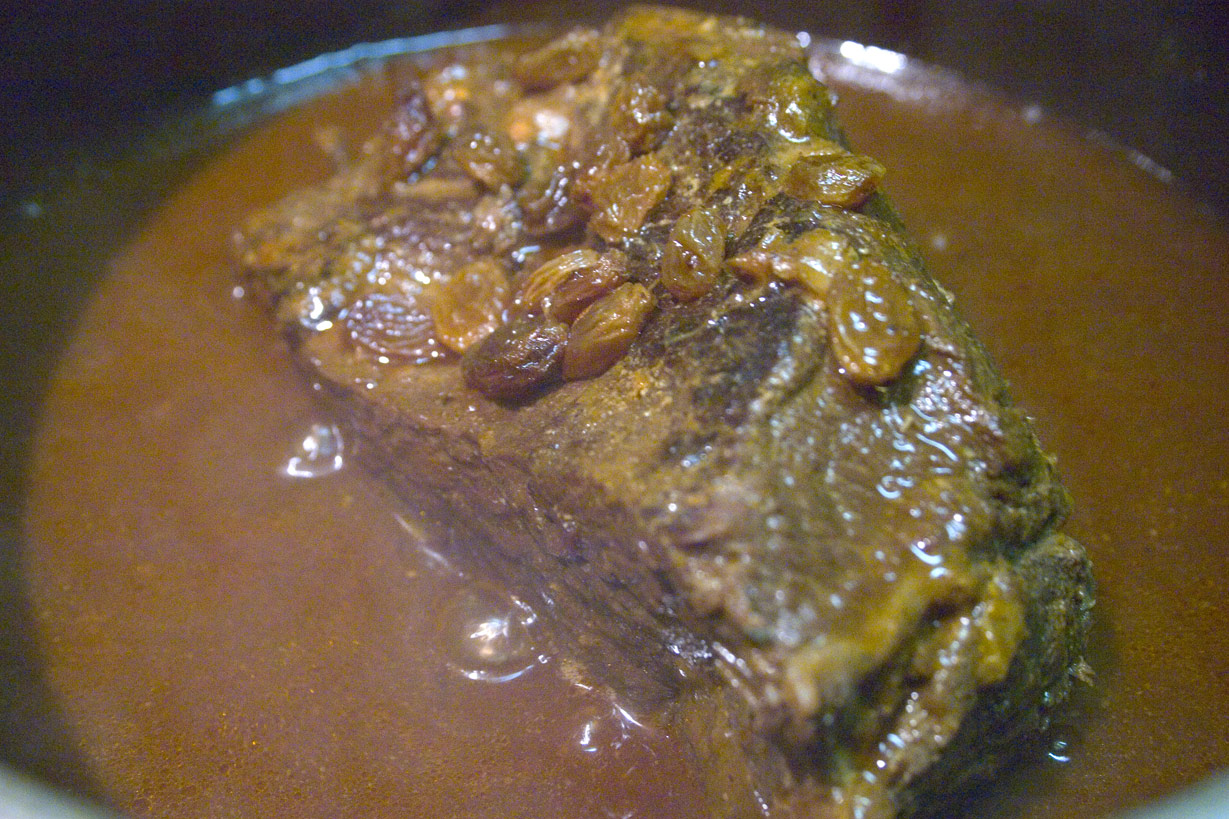
酸味燉牛肉

酸味燉牛肉，一种加香料的德式燉牛肉。将切好的牛腿肉或臀肉块放入用洋葱、月桂叶、杜松子、丁香、胡椒粒和提味的红葡萄酒、醋中浸泡3～4天，然后风干使呈褐色，再放入滤过的调味道渍肉汁中煨燉。通常使用牛肉，也可以使用鹿肉、羊肉、豬肉或马肉。